# Mestečko
Mestečko (en hongarès Lednickisfalu) és un poble d'Eslovàquia que es troba a la regió de Trenčín. La primera menció escrita de la vila es remunta al 1471.

## Demografia
| Godina             | 1994 | 2004   | 2014   | 2024   |
| ------------------ | ---- | ------ | ------ | ------ |
| Nombre de persones | 520  | 506    | 527    | 488    |
| Diferència         |      | −2,69% | +4,15% | −7,40% |

| Godina             | 2023 | 2024   |
| ------------------ | ---- | ------ |
| Nombre de persones | 494  | 488    |
| Diferència         |      | −1,21% |